# Sant Boi metróállomás
Sant Boi egyike a Spanyolországban található barcelonai metró metróállomásainak.

## Metróvonalak
Az állomást az alábbi metróvonalak érintik:
- 8-as metróvonal

## Kapcsolódó állomások
Az állomáshoz az alábbi állomások vannak a legközelebb:
- Cornellà-Riera (8-as metróvonal)
- Molí Nou-Ciutat Cooperativa (Molí Nou-Ciutat Cooperativa, 8-as metróvonal)
- Sant Vicenç dels Horts
- Estación de Santa Coloma de Cervelló